# Valea Cricovului
Valea Cricovului – wieś w Rumunii, w okręgu Prahova, w gminie Apostolache. W 2011 roku liczyła 276 mieszkańców.